# Ефрем Перекомский
Ефре́м Переко́мский (Ефре́м Переко́пский, в миру — Евстафий; 20 сентября 1412 — 26 сентября 1492) — основатель Перекомского монастыря под Новгородом. Канонизирован в Русской церкви на втором Макарьевском соборе в 1549 году в лике преподобного, память совершается 16 мая (перенесение мощей) и 26 сентября (по юлианскому календарю).

## Жизнеописание
Родился в 1412 году в семье кашинского купца Стефана и его жены Анны. В крещении получил имя Евстафий. Имея склонность к монашеской жизни в юности, когда родители хотели, чтобы он вступил в брак, ушёл послушником в Калязинский монастырь к преподобному Макарию. Вскоре и его родители приняли монашество. Пробыв три года послушником у Макария, он перешёл в Савво-Вишерский монастырь и принял в 1437 году от Саввы Вишерского постриг с именем Ефрем.
Около 1450 года Ефрем покинул монастырь и перешёл на озеро Ильмень, к устью реки Верёнды, которая сегодня называется Веронда. Там на берегу реки Чёрной он устроил себе келью. Вскоре вокруг него начала формироваться монашеская община. По просьбам братии Ефрем стал их настоятелем и около 1450 года принял от архиепископа Новгородского Евфимия рукоположение во иеромонаха. По возвращении в пустынь он построил храм в честь Богоявления Господня. В монастыре не было воды, и монахи под руководством Ефрема прокопали протоку от озера Ильмень, из-за чего обитель получила название Перекопской (или Перекомской).
Ефремом в монастыре был построен каменный храм в честь святителя Николая. Для его строительства преподобный обратился к великому князю Василию Ивановичу, который прислал в монастырь каменщиков. Строительство храма было завершено в 1466 году.
Скончался Ефрем 26 сентября 1492 года, был погребён в Никольском храме. В 1509 году по причине частых наводнений его монастырь, по инициативе преподобного Романа, ученика Ефрема Перекомского, был перенесён на новое место, все храмы разобраны. Мощи Ефрема были перенесены в новую обитель, а над могилой поставили часовню.
В 1549 году при митрополите Макарии Ефрем был канонизирован для общецерковного почитания.